# Corvette C4
Die Corvette C4 wurde von Frühjahr 1983 bis Ende 1996 als vierte Generation der Corvette gebaut. Ein Cabriolet der C4 wurde Anfang 1986 eingeführt.
Dieses Modell mit noch schlankerer Karosserie als der Vorgänger Corvette C3 und extrem flacher, um 64 Grad geneigter Frontscheibe sowie einem völlig neuen Fahrwerk setzte in Bezug auf Handlingeigenschaften und Leistung neue Maßstäbe im Sportwagenbereich. Kein anderes Serienfahrzeug erreichte damals beispielsweise eine höhere Querbeschleunigung mit 0,95 g bei Kurvenfahrt.

## Geschichte
Im Frühjahr 1983 wurde nach fünfzehn Jahren Produktionszeit der C3 mit der C4 ein überarbeitetes Modell vorgestellt. Die neue Corvette kam jedoch erst mit dem Modelljahr 1984 zu den Händlern. Der vergleichsweise späte Serienstart im März 1983 führte dazu, dass Chevrolet-General-Manager Robert C. Stempel entschied, die neue Generation gleich mit dem Modelljahr 1984 beginnen zu lassen.
Um das Handling und die Gewichtsverteilung nochmals zu verbessern, rückten die C4-Entwickler den Motor weiter in Richtung Fahrzeugmitte zur Spritzwand. Der breitere Kardantunnel verleiht der Karosserie mehr Steifigkeit. ABS (ab 1986) und Traktionskontrolle (ab 1992) steigerten die aktive Sicherheit. Ein neues Sechsgang-Handschaltgetriebe von ZF (1989) verringert den Kraftstoffverbrauch. Nach den Hubraum- und PS-Rekorden der vorangegangenen Generation kamen in der C4 ausschließlich V8-Motoren mit 5,7 Litern Hubraum zum Einsatz. Ab 1985 wurde das neue L98-Triebwerk mit moderner Kraftstoffeinspritzung von Bosch samt Luftmassenmessung verbaut. Trotz der Leistungssteigerung von 205 auf 230 PS sank der Verbrauch um 11 Prozent.
Die Linienführung war eher zurückhaltend und die Motoren nach bisherigen Corvette-Maßstäben nur mäßig kräftig. Gegen starke Ferrari oder Porsche konnte erst wieder die Corvette ZR-1 punkten, die Anfang 1990 auf den Markt kam. Eine weitere Bestmarke in der Geschichte von Hochleistungssportwagen wurde 1992 mit einem weißen Convertible (Cabrio) gesetzt: Die ein-millionste Corvette rollte vom Band, passend zur Eröffnung der „Corvette American Hall of Fame“ in Cooperstown, New York.
Die Corvette C4 wurde vom März 1983 bis Ende 1996 mit einer Stückzahl von 358.180 gebaut, darunter 74.651 Cabrios. Anfang 1997 erschien nach 13 Jahren Bauzeit das Nachfolgemodell Corvette C5.

## Karosserie und Innenraum

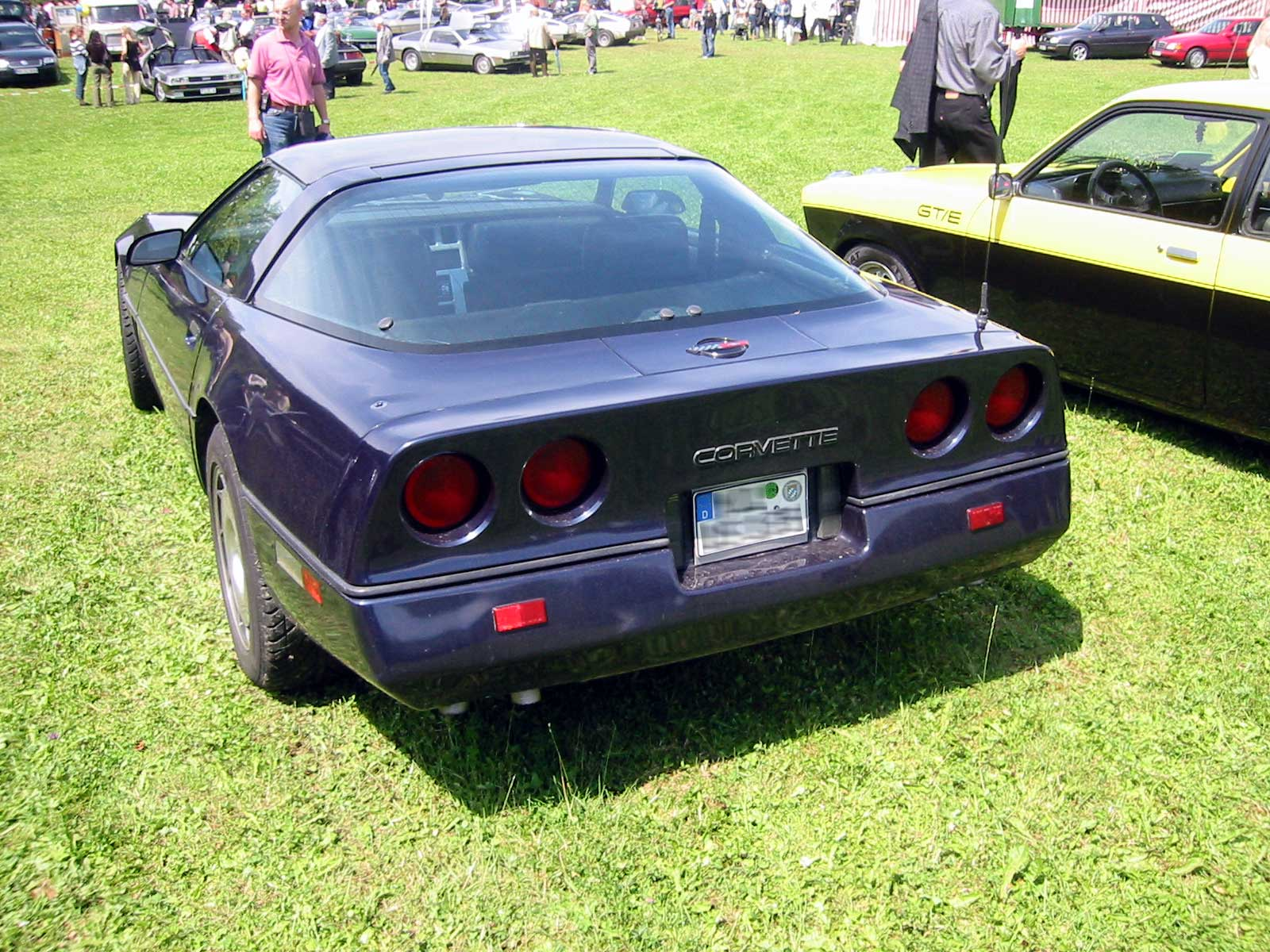
Heckansicht (1983–1990)

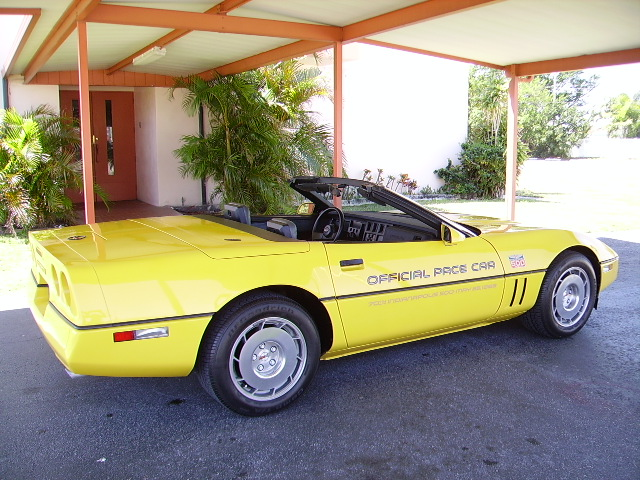
Corvette C4 Convertible (1986–1990)

Erstmals wurde auf eine herkömmliche eingelassene Motorhaube verzichtet. Stattdessen gab es eine sogenannte Clamshell-Hood, die sich mitsamt den Kotflügeln bis zu den seitlichen umlaufenden Zierleisten erstreckte und sich als gesamte Front aufklappen ließ. Somit wurde mit dem Öffnen der Motorhaube fast der gesamte Motorraum freigegeben.
Die vierte Auflage des Sportwagens erhielt vom Designer Jerry Palmer eine klare sachliche Linienführung im Stil der 80er-Jahre. Diese Schnörkellosigkeit bewährte sich besonders im Windkanal: Der cw-Wert von 0,34 gehört zu den besten Aerodynamik-Ergebnissen jener Epoche, ein Verdienst auch der mit 64 Grad sehr flach stehenden Frontscheibe. Die kuppelförmige Heckscheibe bildete die größte Glasfläche, die bis zu dieser Zeit ein amerikanisches Auto besessen hatte. Sie wurde serienmäßig als Heckklappe konstruiert – analog zum nur in geringen Stückzahlen gefertigten 1982er "Collectors Vette"-Coupé –, so dass nach 22 Jahren die Corvette wieder einen von außen zugänglichen Kofferraum erhielt. Das Cabrio / Convertible jedoch wurde über die gesamte Bauzeit weiterhin ohne Kofferraum, sondern nur mit etwas Stauraum hinter den Sitzen, gefertigt.
Insgesamt geriet die Corvette C4 etwas kleiner als der kurvenreiche Vorgänger C3: Im Vergleich zur letzten C3-Version von 1982 schrumpfte die C4 in der Länge um 16 cm auf 4,48 Meter, wuchs aber in der Breite um 5 cm auf 1,80 Meter. Mit einer Höhe von nur 1,19 Metern war sie niedriger als die Vorgängermodelle.
Nach exakt zehnjähriger Pause war ab Anfang 1986 wieder ein Cabrio lieferbar. Das Verdeck fand unter einer flachen Klappe Platz. Obwohl die offene Corvette zum ersten Mal mehr kostete als das Coupé (rund 5000 US-Dollar), entschied sich beispielsweise 1987 jeder dritte Käufer für das Cabriolet. Die C4 hatte wie die C3 ebenfalls ein herausnehmbares Targa-Dach. Nun bestand es jedoch aus einem ganzen Stück, anstatt wie beim Vorgänger aus zwei Dachhälften (T-Top). Beim Vorgänger verblieb nach dem Entfernen der beiden Dachhälften in der Dachmitte ein Steg, während bei der C4 dieser Mittelsteg erstmals entfiel.
Neu waren auch die zeigerlosen Instrumente im Innenraum. Im Cockpit wurde auf analoge Anzeigen verzichtet, stattdessen wurden LCD-Anzeigen eingesetzt. Das gesamte Cockpit war eher futuristisch und innovativ gestaltet.

## Chassis/Fahrwerk

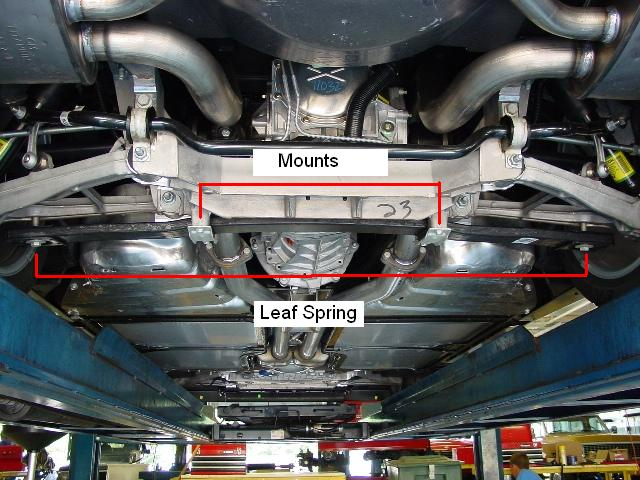
Von unten: Querblattfeder am Beispiel einer C5

Aufhängung und Chassis der C3 wurden ersetzt, die Corvette C4 bekam nun ein modernes System mit Einzelradaufhängung und Fünflenker-Hinterachse. Die Querblattfeder vorn und hinten, wenn auch aus leichtem Kunststoff, war eher ungewöhnlich. Die Aufhängung bestand aus Leichtmetall.
Die Entwickler der Corvette setzten bei der C4 auf konsequenten Leichtbau. Fahrwerkskomponenten wie die oberen und unteren Querlenker vorn, die Halterung der Lichtmaschine und Teile der Servolenkung sowie des Klimaanlagen-Kompressors waren bei den C4-Modellen aus Aluminium gefertigt, ebenso bestand die Antriebswelle aus geschmiedetem Leichtmetall. Die Motorhaube war ein Sandwich-Verbundteil. Der Kühler besaß Rippen aus Aluminium und einen Ausgleichsbehälter aus Kunststoff, ab 1985 wurde für das Gehäuse des Bremskraftverstärkers ebenfalls Kunststoff verwendet. Bei den Zylinderköpfen kam ab 1986 Aluminium zum Einsatz.
Für die Entwicklung der Reifen der neuen Generation wurde mit Goodyear zusammengearbeitet. Die ursprüngliche Idee, die Reifen mit einem „Corvette“-Schriftzug zu versehen, wurde allerdings kurz vor dem Produktionsstart verworfen. Im Zuge dieser Zusammenarbeit entstanden die „Gatorback“-Reifen, die in Verbindung mit dem auf höchste Geschwindigkeiten ausgelegten Fahrwerk eine Querbeschleunigung von 1,01 g ermöglichten (mit speziellem „Z51“-Fahrwerk-Setup, straßentauglich nur 0,90 g), was zuvor mit keinem Serienauto erreicht wurde.
Unter diesen Maßnahmen litt allerdings der Fahrkomfort. Die Corvette des Modelljahres 1984 hatte offensichtlich große Mühe, Tester und Kritiker von den Qualitäten ihres beinahe renntauglichen Fahrwerks zu überzeugen. Der Fahrkomfort war nur gering, egal ob mit dem normalen Fahrwerk oder der Option „Z51“, die eine nochmals härtere Federung brachte, das Auto dafür jedoch sehr gut beherrschbar machte.
Bereits ab dem Jahr 1985 erhielt die C4 ein nochmals überarbeitetes Fahrwerk, mit dem die Probleme behoben wurden. Die Federrate der Serien-Corvette wurde nun auf die Hälfte der Vorgängerversion reduziert. Das Gleiche galt für die Option „Z51“. Ab 1988 konnten mit den Optionen „Z51“ und „Z52“ zusätzlich 17-Zoll-Räder geordert werden, womit sich die C4 mit der europäischen Konkurrenz messen und dank besserem Preis-Leistungs-Verhältnis vielfach durchsetzen konnte.

## Motor
Ebenfalls ab 1985 wurde der aus der C3 übernommene L83-Motor mit Crossfire-Einspritzanlage durch den neuen L98-Motor mit TPI (Tuned Port Injection) Saugrohr-Einspritzung ersetzt. Der neue Motor hatte mehr Leistung und einen geringeren Verbrauch. Die Leistung stand zuletzt bei 180 kW (245 PS) bei 4.000 min−1 und einem maximalen Drehmoment von 448 Nm bei 3.200 min−1.
1992 ersetzte der wiederum neue LT1-Motor den im Lauf der Jahre nicht mehr zeitgemäßen L98. Bei gleichbleibendem Verbrauch brachte der etwas kompakter bauende LT1 etwa 20 % mehr Leistung, das maximale Drehmoment war zwar etwa identisch mit dem L98, lag jedoch erst 800 min−1 später an. Somit standen die Leistungsdaten dieses Motors nun bei 225 kW (306 PS) bei 5.200 min−1 mit einem maximalen Drehmoment von 451 Nm bei 4.000 min−1. Erst dieser LT1-Motor verhalf der normalen Corvette C4 im Vergleich zu anderen Sportwagen zu ansehnlichen Fahrleistungen.
1996, im letzten Jahr der C4, wurden mit dem LT4-Motor Leistung und Nenndrehzahl nochmals angehoben. Der LT4 hat eine höhere Verdichtung als der LT1 und leistet 243 kW (330 PS) bei 5.800 min−1. Allerdings hat der LT4 den LT1 nicht komplett ersetzt, denn der LT1 wurde weiterhin bei allen Exemplaren mit Automatikgetriebe verbaut, während der stärkere und höher drehende LT4 bei allen handgeschalteten Corvetten, inklusive des Sondermodells Grand Sport, zum Einsatz kam.

## Modellpflege

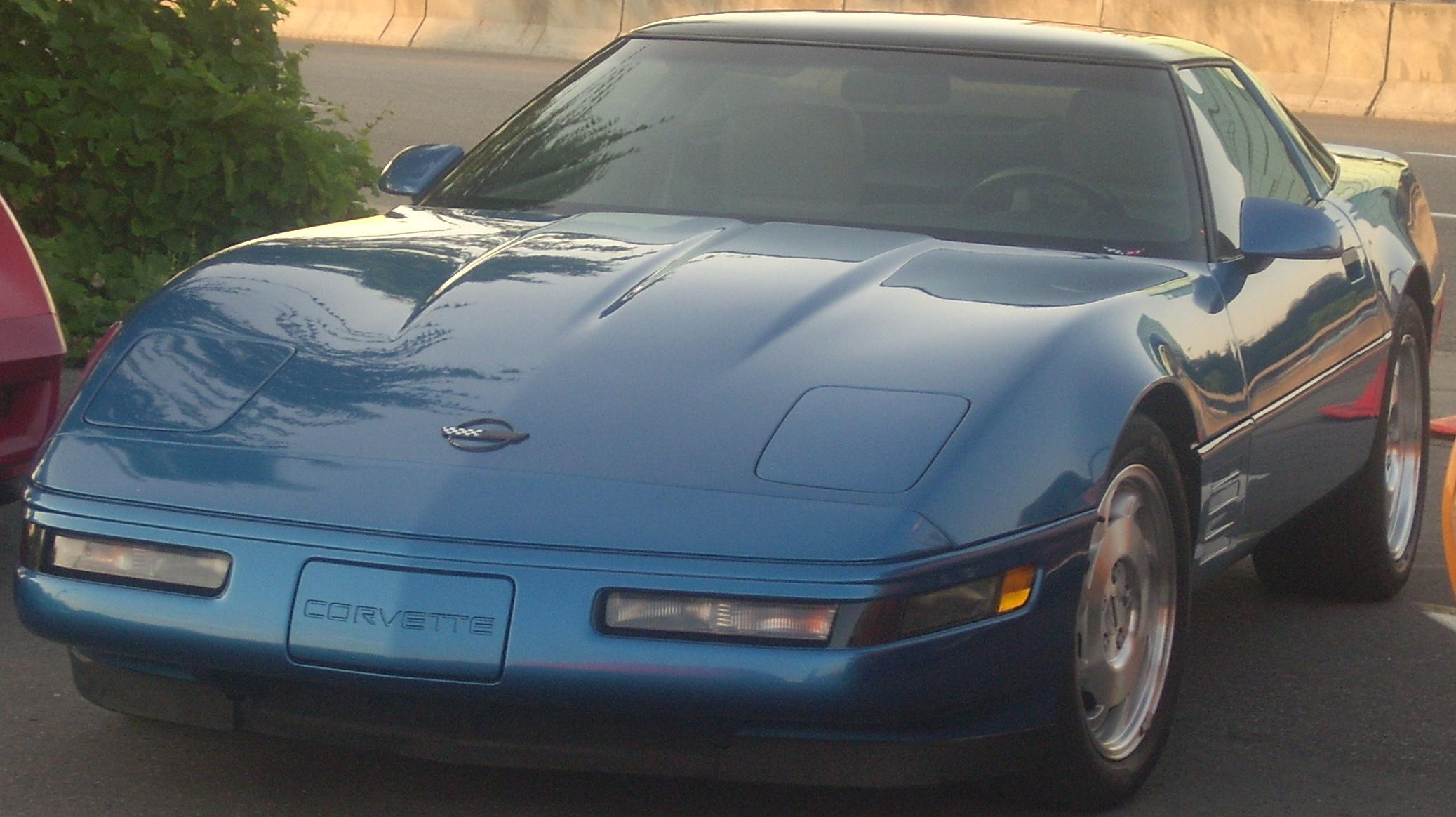
Corvette C4 Coupé (1991–1996)

1990 wurde der Innenraum der C4 gründlich renoviert. Es gab ein neues fahrerorientiertes Cockpit. Drehzahl, Bordspannung, Temperaturen und Öldruck wurden wieder mit analogen Instrumenten anstatt mit LC-Displays angezeigt. Geschwindigkeit, Tankinhalt sowie die Funktionen des Bordcomputers wurden jedoch weiterhin digital angezeigt.
Zum Modelljahr 1991 folgte im Sommer 1990 ein äußerliches Facelift, bei dem Front und Heck deutlich geändert wurden. Die Fahrzeugnase wurde rundlicher und die Lampeneinheiten schienen um die Ecken herumgezogen. Das neue Heck war optisch an die 1989 erschienene ZR-1 angelehnt. Die Heckleuchten waren nun nicht mehr rund, sondern stark gerundete Vierecke.

## Varianten

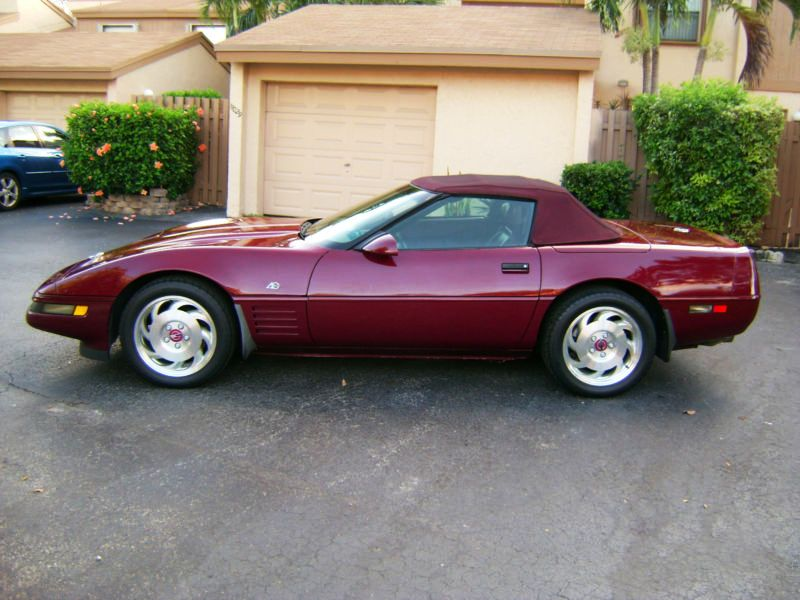
Corvette C4 Convertible „40th Anniversary“ (1993)

### 35th Anniversary
1988 wurde zum 35. Jubiläum der Corvette von der C4 ein „35th Anniversary“-Sondermodell auf den Markt gebracht. Dieses Modell war nur als Coupé mit Vollausstattung und in der Farbe Weiß mit ebenfalls weiß lackierten Alu-Rädern zu erhalten. Der normalerweise in Wagenfarbe lackierte Überrollbügel war schwarz lackiert. Auffallendstes Merkmal waren die komplett mit weißem Leder bezogenen Sitze sowie das weiße Zwei-Speichen-Lenkrad. Von diesem Modell wurden insgesamt 2050 Stück gebaut, jedes mit einer nummerierten Plakette. 180 dieser Fahrzeuge waren mit einem manuellen Schaltgetriebe ausgestattet.

### Indianapolis 500 Pace Car Replika
1995 wurde beim prestigeträchtigen Indianapolis 500 Rennen zum dritten Mal seit 1911 eine Corvette als Pace Car eingesetzt. Chevrolet brachte im gleichen Jahr eine Replika dieses Pace Car als Sondermodell auf den Markt. Es waren vollausgestattete Cabrios mit Automatikgetriebe, einer Zweifarb-Lackierung in weiß und violett sowie einem weißen Verdeck. Jedem Exemplar lag ein auffälliges Aufkleber-Set bei, das sich um die Front und über die kompletten Fahrzeugflanken zog. Die Innenausstattung war schwarz mit zweifarbigen Sitzen in schwarz und violett. In die Kopfstützen war das Logo der 79. Indianapolis 500 eingestickt. Es wurden 527 Indianapolis 500 Pace Car Replika produziert.

### Collector Edition
Wie schon 1982 zum Abschied von der Corvette C3 gab es auch im letzten Jahr der C4 ein nicht limitiertes Sondermodell mit dem Namen Collector Edition. Das vielleicht auffälligste Merkmal war die Lackierung in silber-metallic, denn diese Farbe gab es erstmals seit 1988 wieder auf einer Corvette und exklusiv für die Collector Edition. Weiterhin hatten die Collector-Edition-Modelle spezielle Embleme auf Front, Heck sowie Radnabendeckeln, silbern lackierte 17-Zoll-5-Stern-Aluminiumräder, schwarz lackierte Bremssättel mit Corvette-Schriftzug und graue Sportsitze mit eingesticktem Collector-Edition-Schriftzug. Es wurden 5412 Exemplare gebaut, davon 1381 Cabrios.

### Grand Sport

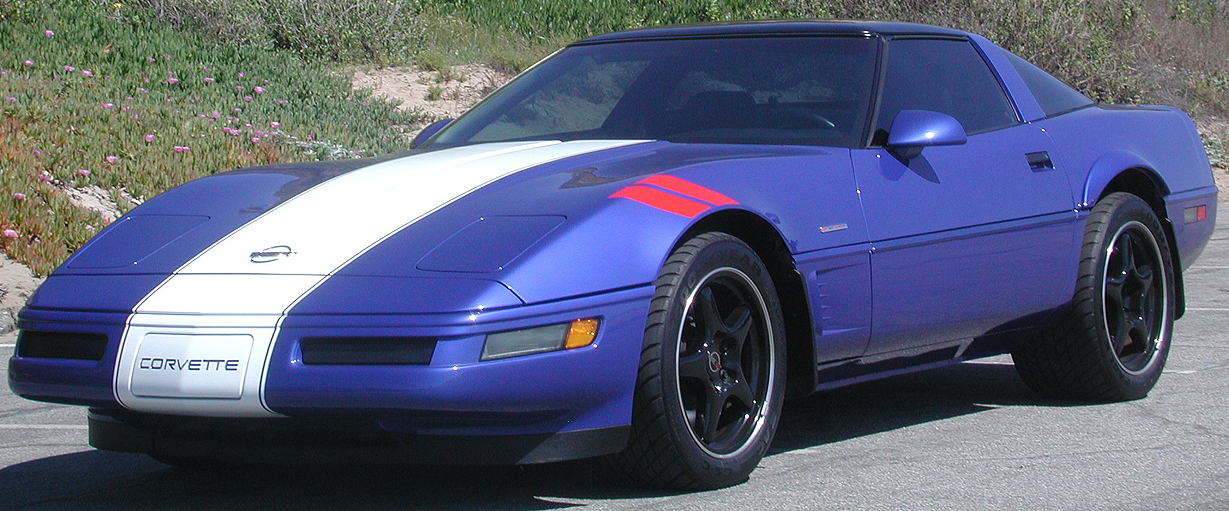
Corvette Grand Sport (1996)

1996 wurde eine andere Corvette-Legende wiederbelebt: die Option Z16 trug den Namen Grand Sport und wurde nur in Admiral-Blau mit einem mittigen weißen Streifen über das ganze Fahrzeug und weiteren kleineren Spezialdetails ausgeliefert. Als Motor kam der LT-4 zum Einsatz, der 243 kW (330 PS) leistete und nur mit 6-Gang-Handschaltung ausgeliefert wurde. Das Leder-Interieur der Grand Sport Corvette konnte nur in Schwarz oder einer Kombination in Rot-Schwarz bestellt werden. Die Grand Sport Corvette erhielt eine eigene VIN-Nummernreihe (Vehicle Identification Number) und die Stückzahl dieser Fahrzeugserie war auf 1000 Einheiten begrenzt, wovon 810 Coupes produziert wurden und 190 Cabrios (Convertibles).

### C4 ZR-1

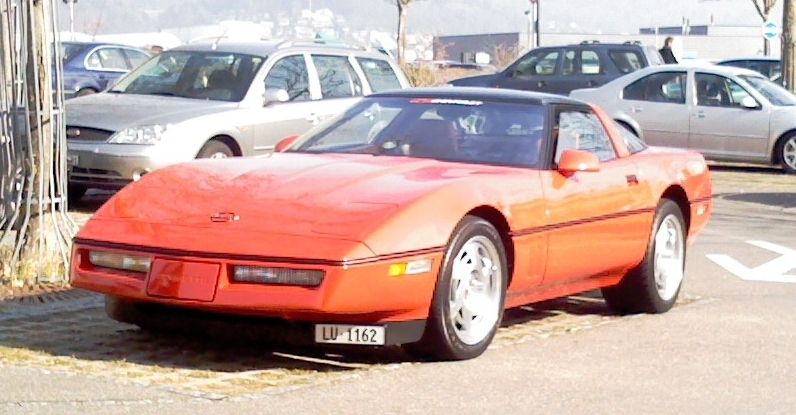
Corvette C4 ZR-1 (1990)

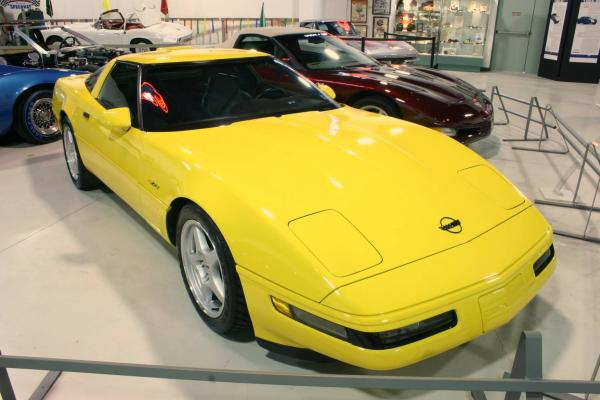
Corvette C4 ZR-1 (1995)

1989 stellte GM der Öffentlichkeit eine eigene Hochleistungsvariante der vierten Corvette-Generation vor, die ab 1990 als ZR-1 verkauft wurde. Die ZR-1, von der Presse schnell als „King of the Hill“ bezeichnet, war das damalige Topmodell der Corvette und sollte mit ihrem komplett neu entworfenen DOHC-V8-Aluminium-Motor gegen die europäische Sportwagen-Konkurrenz antreten. Die ZR-1 war an einem gegenüber der normalen C4 um 11 cm verbreiterten Heck zu erkennen. Die Verbreiterung wurde für die sehr breiten Reifen auf den 17-Zoll-Felgen (315/35 ZR 17) benötigt. Erstmals in einer Corvette wurde das „Selective-Drive-Control“-Fahrwerk mit vom Innenraum aus verstellbarer Dämpfung eingebaut.

#### Motor
Im Jahr 1990 erschien in der Corvette C4 ZR-1 der neue LT5-Motor. Für den Vortrieb der ZR-1 sorgte eine Neuentwicklung, die von Lotus und Chevrolet gemeinsam entwickelt wurde. Dem LT5-Motor zugrunde lag ein Entwurf von Lotus (damals zum GM-Konzern gehörend). Auf Basis dieses Entwurfs wurde der LT5 bei Chevrolet weiterentwickelt und vor allem durch die Vergrößerung des Hubraums auf die Corvette angepasst. Der LT5-Motor wurde in den USA von Mercury Marine in Stillwater produziert. Diese Maschine mit 32 Ventilen war ausschließlich der ZR-1 vorbehalten. Die Leistung betrug anfangs 280 kW (385 PS) bei 6000 min−1, das maximale Drehmoment war 502 Nm bei 4800 min−1. Mit dem starken LT5-Motor erreichte die ZR-1 eine neue Spitzenleistung für Corvette-Modelle. Ab dem Modelljahr 1993 wurde die Leistung auf nun 302 kW (411 PS) bei 5800 min−1 und 522 Nm bei 4800 min−1 gesteigert.

#### Fahrleistungen
Die Fahrleistungen lagen für damalige Verhältnisse durchaus im Bereich der Supersportwagen. Die Beschleunigung von 0 auf 100 km/h wurde vom Werk mit 4,4 Sekunden angegeben. Die Werksangabe für die Höchstgeschwindigkeit war 290 km/h. Das Fahrzeug erreichte in Tests Spitzengeschwindigkeiten von über 300 km/h und konnte 1990 mehrere Geschwindigkeitsweltrekorde verbuchen: beispielsweise den FIA-24-Stunden-Rekord mit einer Durchschnittsgeschwindigkeit von 283 km/h über eine Gesamtstrecke von 6793 Kilometern. Bis zum Erscheinen der Corvette C5 Z06 war die ZR-1 die zweitschnellste und stärkste je gebaute Corvette.
Im letzten Produktionsjahr der C4 im Jahre 1996 wurde die ZR-1 nicht mehr angeboten. Sie wurde bis 1995 produziert und es wurden insgesamt 6939 Stück hergestellt. Das Modell wurde durch die limitierte „Grand Sport“-Version ersetzt.

### Callaway
1987 wurde eine neue Option namens „B2K“ angeboten. Reeves Callaway verbaute zwei Turbolader in die Corvette, was ihr zu einer Höchstgeschwindigkeit von über 300 km/h verhalf. Die früher erschienenen B2K-Modelle hatten eine Leistung von 257 kW (350 PS) und 610 Nm. Spätere Versionen leisteten 336 kW (457 PS) und 831 Nm. Die Option B2K konnte bis 1991 bestellt werden, war jedoch anfangs nur in den USA erhältlich. Später bot Callaway die Corvette C4 B2K auch auf dem deutschen Markt an. Diese leistete dann 409 PS bei 4500 min−1 und hatte ein Drehmoment von 780 Nm bei 3000 min−1.
Callaway tunte nicht einfach nur die Corvette-Motoren, sondern baute auf eine spezielle Version des Small-Block-V8 auf, deren Kurbelwellenlager mit vier statt zwei Bolzen verschraubt waren. Dazu kamen bei der B2K-Version eine geschmiedete Kurbelwelle und Cosworth-Kolben sowie zwei IHI-Turbolader mit Ladeluftkühlern, welche die Maschine unter 0,8 bar Druck setzten. Die Biturbo-Corvette brauchte keine hohen Drehzahlen, um ihre Kraft zu entwickeln. Dank einer Differenzialsperre brachte das Auto die Leistung auch gut auf die Straße.

#### Sledgehammer
Mit der Bezeichnung „Sledgehammer“ (Schmiedehammer/Vorschlaghammer) baute Callaway 1988 zudem eine 880-PS-Variante der Corvette, die am 19. Oktober 1989 – gefahren von John Lingenfelter – eine Höchstgeschwindigkeit von 254,76 mph (ca. 410 km/h) erreichte. Der Test wurde in Columbus, Ohio, auf der Strecke des Technical Research Centers (TRC) mit einer modifizierten 88er Callaway Sledgehammer (Nr. 51) durchgeführt.
Das ganze Auto wurde auf Geschwindigkeit und Geradeauslauf getrimmt, bot aber dennoch Komfort. Unter den zahlreichen Änderungen an Motor und Fahrzeug gegenüber einer Standard-Corvette waren zwei Turbolader Turbonetics T04B, die für 1,5 bar Ladedruck sorgten. Das Getriebe des Sledgehammers war eine Doug-Nash-Konstruktion für NASCAR-Autos. Die Reifen wurden von Goodyear eigens für dieses Auto hergestellt und waren auf Dynamag-Felgen aufgezogen.
Diese Callaway-Sledgehammer-Version war allerdings nie eine offizielle GM-Option. Offiziell wurde bekanntgegeben, dass es sich beim Sledgehammer um ein Testfahrzeug für die Reifenindustrie handelte, mit dem die Möglichkeiten herkömmlicher Straßenbereifung getestet werden sollten.
Bis zum Jahre 2007 war die Sledgehammer-Corvette mit 409,9 km/h Höchstgeschwindigkeit das schnellste Landfahrzeug mit Straßenzulassung weltweit. Nicht einmal der im Jahr 2005 erschienene Bugatti Veyron war schneller. Dieser Rekord wurde erst am 17. September 2007 durch den SSC Ultimate Aero TT mit 412 km/h gebrochen. Die Corvette Sledgehammer wurde nur in den USA zugelassen.